# Cerkiew św. Mikołaja we Włocławku
Cerkiew pod wezwaniem św. Mikołaja – prawosławna cerkiew parafialna we Włocławku. Należy do dekanatu kujawsko-pomorskiego diecezji łódzko-poznańskiej Polskiego Autokefalicznego Kościoła Prawosławnego.

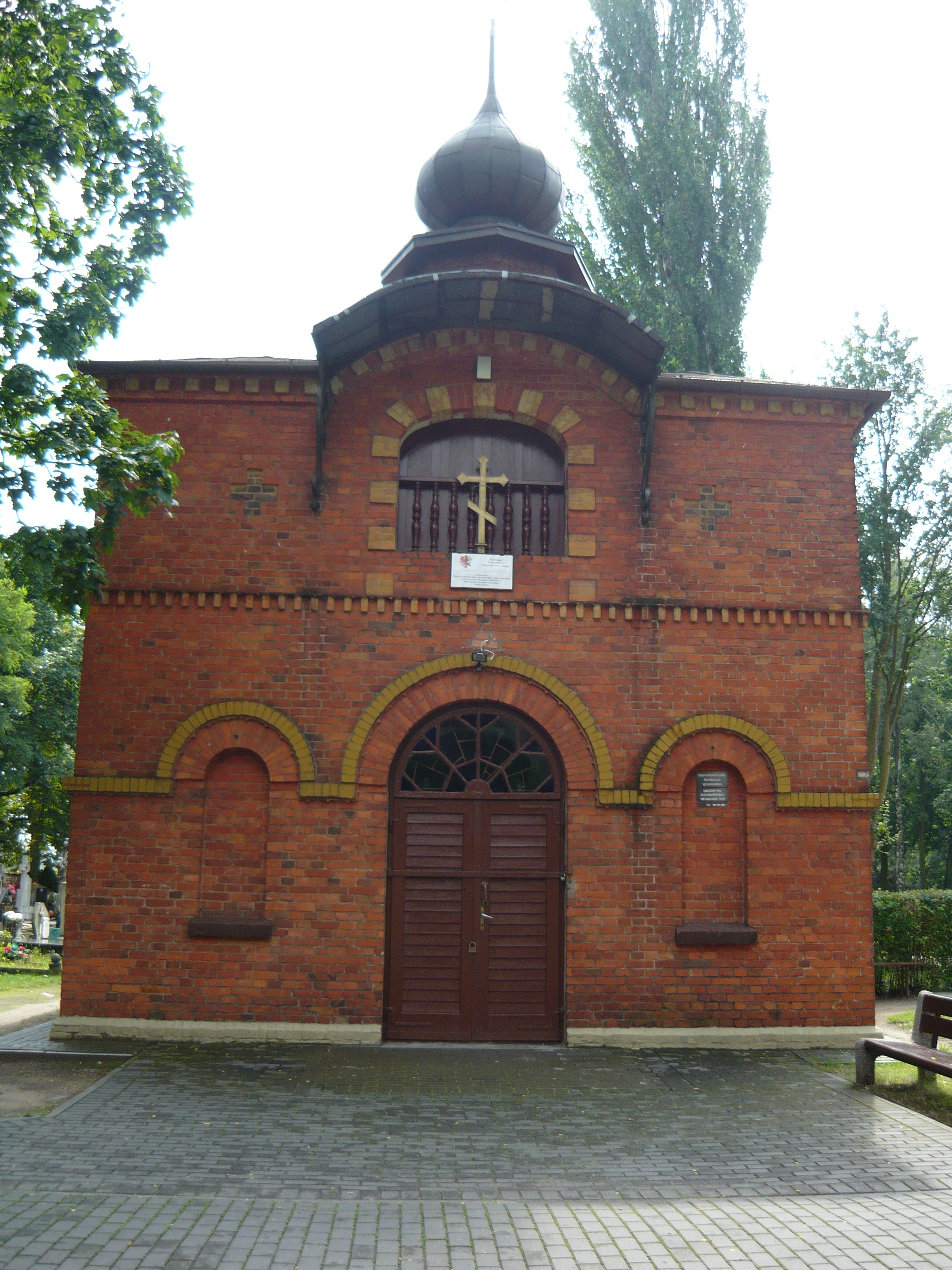
Cerkiew od frontu

Znajduje się na cmentarzu komunalnym przy ulicy Fryderyka Chopina, sąsiaduje z powojennym (nowym) cmentarzem żydowskim. Została wybudowana w 1895. W latach 1951–1953 budynek został przebudowany na cerkiew. Wcześniej we Włocławku istniała kaplica domowa przy ulicy Przedmiejskiej 12 (do 1850 r.), cerkwie na Placu im. Mikołaja Kopernika (od 1860 do ok. 1898 r.) i cerkiew na dzisiejszym Placu Wolności (w latach 1906–1925). We wnętrzu znajduje się współczesny ikonostas, wykonany na Ukrainie (umieszczony w 2012 r.). Cerkiew jest świątynią jednokopułową. W 2010 została odremontowana, co uchroniło ją przed zawaleniem – w ramach prac renowacyjnych odnowiono dach i odwilgocono fundamenty obiektu.
Konsekracji włocławskiej cerkwi dokonał 17 listopada 2012 arcybiskup łódzki i poznański Szymon.